# Força electromotriu
La força electromotriu (fem, FEM o {\displaystyle {\mathcal {E}}}) és una característica de qualsevol generador elèctric, bateria elèctrica, dispositiu termoelèctric o transformador elèctric; es defineix com el treball que el dispositiu elèctric realitza per fer passar pel seu interior una unitat de càrrega positiva, del pol negatiu al pol positiu, dividit pel valor d'aquesta càrrega. Per a un dispositiu donat, si una càrrega Q passa al seu través i guanya una energia E, la fem neta per al dispositiu seria l'energia guanyada per unitat de càrrega, és a dir E/Q. La fem es mesura en volts (V), o, cosa que és el mateix, en newton * metre / coulomb (N*m/C), correspondria al voltatge induït pel dispositiu en qüestió.

## fem d'un generador
Dins d'un generador elèctric es produeix un procés que porta les càrregues positives cap al pol positiu i les negatives cap al negatiu. Aquest procés s'oposa a la repulsió entre les càrregues elèctriques del mateix signe (Llei de Coulomb), i pot ser de natura electroquímica, electromagnètica, termoelèctric, fotoelèctric, piezoelèctric, o qualsevol altra.
El treball W necessari per al transport de les càrregues cap al pol respectiu és directament proporcional a la quantitat de càrrega Q; la força electromotriu {\displaystyle {\mathcal {E}}} d'una font es defineix com la quantitat de treball fet per un agent extern per unitat de càrrega:
{\displaystyle {\mathcal {E}}={\frac {\mathrm {d} W}{\mathrm {d} Q}}\,\!}.
A un circuit tancat, la diferència de potencial ΔU que es mesura als pols d'un generador real sempre és lleugerament inferior a la força electromotriu del generador per efecte de la resistència interna ri del generador:
{\displaystyle \Delta U={\mathcal {E}}-ir_{i}\,\!}.
Per convenció parlem de pol positiu i pol negatiu, i considerem que el pol positiu té un potencial superior al negatiu. Si considerem una pila d'1,5 volts, haurem d'entendre que hi ha 1,5 V de diferència entre el potencial del pol positiu i el del negatiu, aquests 1,5 V serà la fem de la pila. El treball necessari per moure les càrregues a l'interior de la pila seria:
W = Q * fem = 1C * 1,5V = 1,5 joules
Si utilitzem aquesta pila en un circuit que uneixi els dos pols, per tal de transportar una càrrega elèctrica Q d'un coulomb des del pol positiu fins al pol negatiu a través d'un circuit exterior també caldrà un treball o consum d'energia.
La fem seria la causa del moviment de les càrregues dins de la pila, mentre que la diferència de potencial U, que mesurarien entre dos punts del circuit seria la causa del moviment de les càrregues a través del circuit extern connectat a la pila. La fem i la diferència de potencial poden ser molt similars si mesurem la diferència de potencial directament sobre els pols de la pila, però la segona magnitud dependrà del circuit al qual es connecti la pila i variarà en funció de les seves característiques.

## Força electromotriu induïda
L'existència de la fem induïda a un circuit tancat es deriva d'una de les equacions de Maxwell, la llei de Faraday, és igual a la variació del flux magnètic Φ que el travessa per unitat de temps:
La forma local d'aquesta equació és :
{\displaystyle \nabla \times \mathbf {E} =-{\frac {\partial \mathbf {B} }{\partial t}}}
Que per a un contorn conductor C esdevé:
{\displaystyle {\mathcal {E}}=\oint _{C}\mathbf {E} \cdot d\mathbf {l} =-\ {d\Phi _{B} \over dt}}
on {\displaystyle {\mathcal {E}}} representa la fem.
El signe negatiu és degut al fet que la força electromotriu induïda s'oposa a la variació del flux magnètic segons la llei de Lenz.